# Aart Glansdorp
Aart Glansdorp, né le 3 juin 1903 à Rotterdam et mort le 15 mars 1989 dans la même ville, est un peintre, dessinateur et maître de conférences néerlandais.

## Biographie
Aart Glansdorp naît le 3 juin 1903 à Rotterdam.
Il est le fils du charpentier Aart Glansdorp et de Maria Margaretha Groeneweg et le frère aîné du peintre Rien Glansdorp (nl). Il fait ses études à l'Académie des arts visuels et des sciences techniques de Rotterdam, comme élève d'Alexander van Maasdijk (nl) et d'Herman Mees (en). Il travaille pendant la journée pour Jaap Gidding (nl) et va à l'école le soir, où il travaille avec Adriaan van der Plas (nl), Hendrik Chabot et Pieter den Besten (nl), entre autres. Il remporte la médaille d'argent de l'Académie en 1920 et termine sa formation en 1923. Glansdorp dessine et peint à l'huile et à l'aquarelle, y compris des scènes de genre, des portraits, des natures mortes et des scènes animales. Il reçoit trois fois la Bourse royale pour la peinture libre (1922-1924), remporte la médaille d'argent pour la peinture au Prix de Rome en 1925 et reçoit le Willink van Collenprijs (en) la même année. Plus tard, il reçoit le Thérèse van Duyl-Schwartzeprijs (nl) (1926) et le Legaat Vrouwe Vigelius (nl) (1932). Scheen le décrit comme un « artiste important ». Il est ami avec Clement Bezemer (nl).

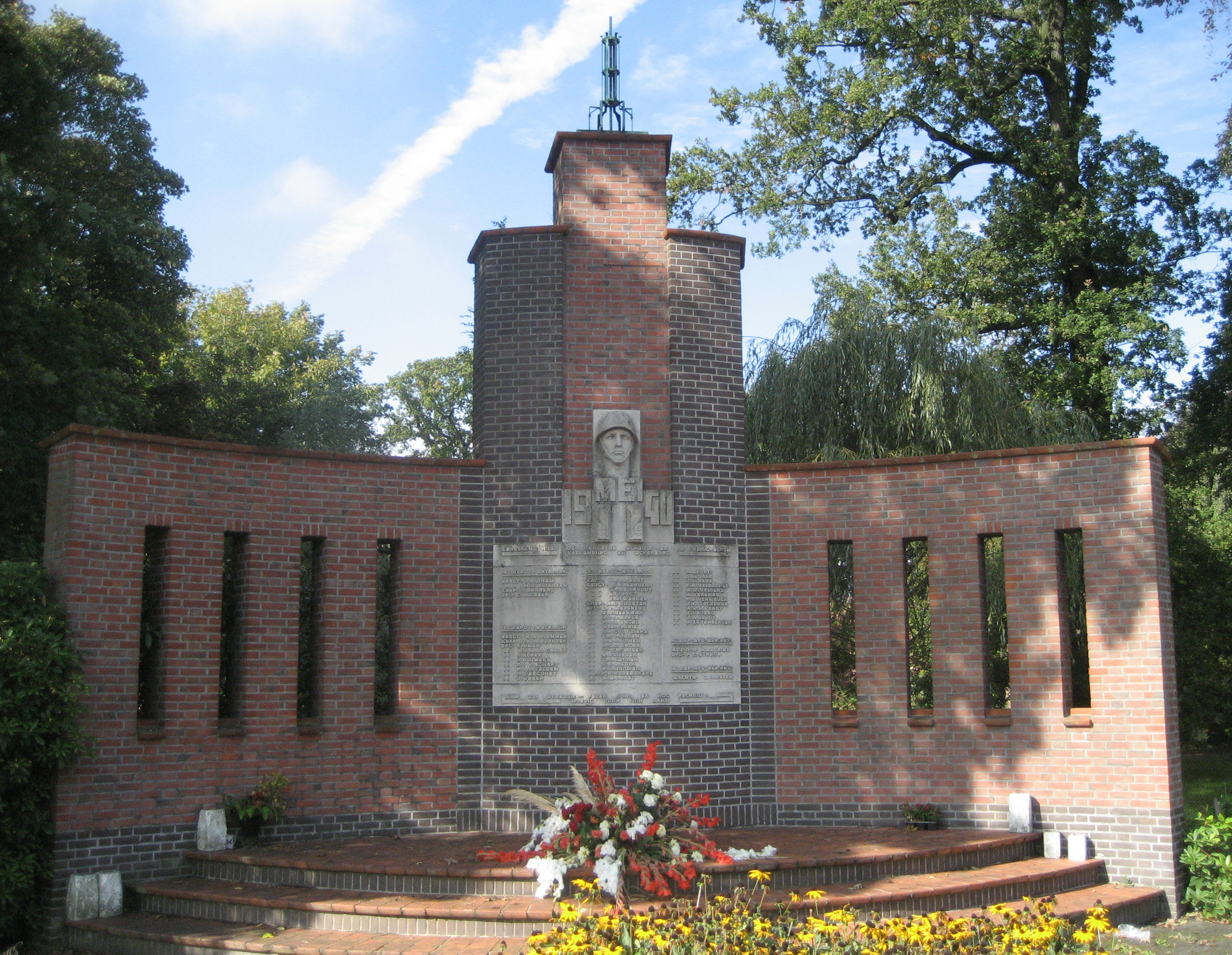
Monument du Haagsche Schouwweg à Leyde.

Pendant la Seconde Guerre mondiale, Glansdorp fait partie du 15e bataillon d'infanterie de dépôt, qui combat les forces d'occupation à Het Haagsche Schouw (Leyde) en mai 1940. Plus tard dans l'année, il conçoit un monument aux morts, qui est inauguré en avril 1941. La plaque sur le monument du Haagsche Schouwweg est exécutée par Gerard Hoppen (nl).
Glansdorp donne des cours à l'Académie de Rotterdam pendant plus de 40 ans. Parmi ses élèves figurent Nico Bekkum, Aart van Bennekum, Rien Bout, Leo Collard, Aart van Dalen, Henk Fortuin (nl), Wim Graves Kooiman (nl), Hans Hazenbroek, Jan van't Hof, Jelle Hoogstra, Arno van Iperen, Piet Jabaay (nl), Jim Karstel, Chris Leeflang, Han Meijdam, Basje Pot, Eve Pourquié, Benno Randolfi, Luuk Scholten (nl), Ciano Siewert, Flor Silvester, Albert Slot, Hendrik Spetter, Cor Veelenturf, Leo Vierhout, Jan Visser (1903-1988), Henk de Vos (nl), Everardus Warffemius (nl) et Fiep Westendorp (en).
Lors de sa retraite en tant qu'enseignant en janvier 1967, il reçoit la médaille de Leuve, l'une des médailles de la Rotterdamse Kunststichting et est nommé membre au mérite de l'Académie. En avril 1967, il est nommé Chevalier de l'Ordre d'Orange-Nassau.
Aart Glansdorp meurt le 15 mars 1989 dans sa ville natale, à l'âge de 85 ans. Marié en 1927 avec Carolina Cornelia Pijnaken (1903-1989), elle meurt quelques mois après lui.

## Œuvres
- 1936 portrait de la princesse Juliana, comme cadeau de mariage pour Juliana et Bernhard.
- 1940 monument du Haagsche Schouwweg à Leyde.